# Tíhové zrychlení
Tíhové zrychlení je zrychlení volného pádu těles zanedbatelných rozměrů (hmotných bodů) v dané vztažné soustavě a představuje superpozici gravitačních a setrvačných zrychlení působících na tělesa v této soustavě.

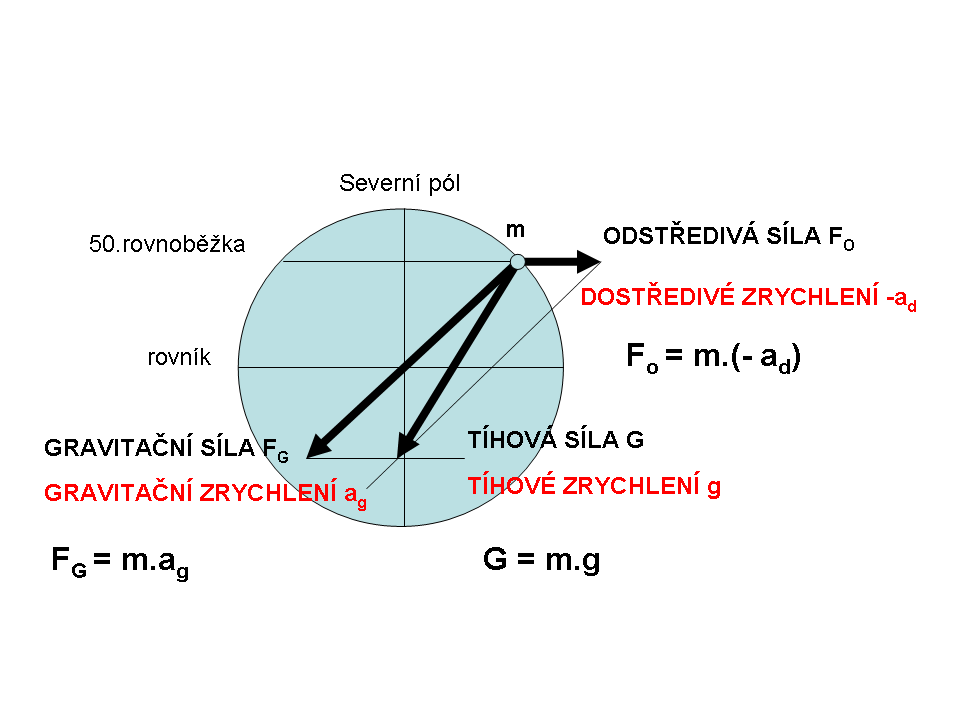
Vztah gravitačního a tíhového zrychlení v soustavě spojené s povrchem Země

Nejčastěji se tíhovým zrychlením míní speciální případ zrychlení volného pádu v soustavě spojené s povrchem kosmického tělesa (například Země); hlavní složkou tíhového zrychlení je gravitační zrychlení vyvolané tímto tělesem, ale pokud se jedná o rotující těleso (a tedy i Zemi), působí kromě gravitační síly také odstředivá síla, což je setrvačná síla vznikající v důsledku otáčení tělesa kolem jeho osy. Proto je tíhové zrychlení na rovníku menší než na pólech.
Beztížný stav nastává ve vztažných soustavách, ve kterých je tíhové zrychlení nulové, tedy skládající se setrvačné a gravitační síly se vzájemně vektorově odečítají. Typickým příkladem je kabina pohybující se se zrychlením rovným zrychlení vnějšího gravitačního pole – volně se pohybující družice, padající kabina výtahu apod.

## Značka, jednotka
- Značka: g
- Jednotka: m/s2

## Tíhové zrychlení na Zemi
Hodnota tíhového zrychlení na Zemi činí v českých zeměpisných šířkách (49° až 51°) přibližně 9,81 m/s².
Tíhové zrychlení se ve zrychlení padajících těles plně projeví ve vakuu, kde nepůsobí odporové síly a pád je možno považovat za volný. V atmosféře je pohyb těles brzděn odporem vzduchu.
Působení tíhového zrychlení poprvé přesně popsal Galileo Galilei, který vyslovil a experimentálně ověřil jeho závislost na geografické šířce, nadmořské výšce a nepatrně i na lokální hustotě hornin pod povrchem.
| Místo na Zemi                      | Hodnota          |
| ---------------------------------- | ---------------- |
| Na rovníku v úrovni mořské hladiny | g = 9,780 m/s²   |
| 45 ° zeměpisné šířky               | g = 9,80665 m/s² |
| Zemský pól                         | g = 9,832 m/s²   |
| Praha                              | g = 9,81373 m/s² |
| Brno                               | g = 9,81275 m/s² |
| Ostrava                            | g = 9,81345 m/s² |
| Plzeň                              | g = 9,81305 m/s² |
| Liberec                            | g = 9,81405 m/s² |

Pro fyzikální a technické použití je vhodné stanovit univerzální standardní hodnotu. Ta se nazývá normální tíhové zrychlení, značí g0 nebo gn a její hodnota vychází z tíhového zrychlení na 45° zeměpisné šířky u hladiny moře:
g0 = gn = 9,80665 m/s² (přesně).
Pro výšky zanedbatelné vzhledem k průměru Země se g snižuje na jeden metr nadmořské výšky přibližně o 3×10−6 m/s2. Tíhové zrychlení je mírně ovlivňováno i pozicí Měsíce vůči Zemi, což se projevuje např. přílivem a odlivem hladiny moře.

## Tíhové zrychlení na povrchu obecného kosmického tělesa
Tíhové zrychlení lze definovat jako zvýšení rychlosti tělesa působením pouze gravitačních a setrvačných sil působících na povrchu kosmického tělesa za jednu sekundu při volném pádu ve vakuu. Jednotkou tíhového zrychlení je m/s2. Tíhové zrychlení definujeme na konkrétním místě povrchu konkrétního kosmického tělesa, může být proměnlivé i časově. Pokud se výrazněji projevují vlivy rotace, okolních těles, nebo při nepravidelném tvaru kosmického tělesa, měli bychom tíhové zrychlení definovat jako vektor.
Tíhové zrychlení tedy obecně závisí na
- gravitačním poli kosmického tělesa – gravitační zrychlení
- na pohybu (trajektorii) kosmického tělesa – např. na Zemi se projevuje odstředivé zrychlení
- na gravitačním poli blízkých kosmických těles (např. na Zemi způsobuje vliv Měsíce příliv a odliv)

Gravitační složka tíhového zrychlení (ag) vně daného tělesa v souladu s gravitačním zákonem klesá s druhou mocninou vzdálenosti od středu tělesa (např. Země). Obecně pro gravitační zrychlení ve vzdálenosti r od středu tělesa (ať už je to pod povrchem, na něm nebo nad ním) s kulově symetrickým rozložením hmotnosti, u kterého M(r) udává celkovou hmotnost uvnitř koule s poloměrem r, platí vztah
{\displaystyle a_{\mathrm {g} }(r)=G{\frac {M(r)}{r^{2}}}}
Pod povrchem těles s konstantní hustotou {\displaystyle \rho } by pak tato složka rostla přímo úměrně se vzdáleností od středu:
{\displaystyle a_{\mathrm {g} }(r)={\frac {4\pi }{3}}G\rho r.}
Velikost tíhového zrychlení na jiných planetách a měsících je tedy jiná než na Zemi, závisí především na hustotě tělesa, na jeho tvaru a na rychlosti jeho rotace. Například tíhové zrychlení je na Měsíci přibližně šestkrát nižší než na Zemi (tíhové zrychlení na Měsíci je přibližně 1,6236 m/s2). Na Marsu má tíhové zrychlení hodnotu 3,725 m/s2 (což je tedy 2,6krát menší než na Zemi).

## Beztížný stav a umělá tíže
Beztížný stav, který panuje na družicích obíhajících kolem Země, je způsoben rovností odstředivé síly způsobené oběhem a síly dané působením gravitačního pole Země.
Vědci a technici uvažují o konstrukci orbitálních stanic využívajících „umělou gravitaci“, kde bude tíhové zrychlení vytvářeno rotací stanice nebo její obytné části. Korektní české označení je „umělá tíže“, neboť se tak vytvářejí pouze setrvačné síly, nikoli gravitace, která je univerzální pravou silou.